# 佐々木広綱
佐々木 広綱（ささき ひろつな）は、平安時代末期から鎌倉時代前期の武将。近江源氏佐々木定綱の嫡男。
諱（実名）は旧字体で「廣綱」とも書き、その「広」（「廣」）の字は大江広元から偏諱を受けたものとされる。
在京の御家人として鎌倉幕府に仕えるが、次第に後鳥羽上皇との関係を深め西面武士となる。承久の乱で官軍に属して戦い、敗れ梟首された。

## 生涯
父定綱は源頼朝に伊豆の流人の頃から仕え、近江、長門、石見、隠岐四ヶ国の守護を務めており、広綱はその嫡男として早くに左兵衛尉に任じられた。
建久2年（1191年）、佐々木庄の年貢を巡る延暦寺との争いにより一門は流罪とされ、5月8日、広綱は隠岐国に流される。
建久4年（1193年）3月12日、後白河法皇の一周忌により罪を許される。
正治2年（1200年）、梶原景時が排斥されると、2月20日、左衛門尉を務める広綱は、京五条坊門面の景時邸に在る郎従を追捕する。3月、京で殺人事件が起こり騒ぎになると、4月7日、鎌倉に飛脚で子細を伝える。翌正治3年（1201年）には弟の信綱とともに柏原弥三郎を討伐する。
建仁3年（1203年）10月8日、源実朝の元服の儀に御家人百余名と共に参列し、鎧剣馬を奉ずる役を千葉常秀と共に務める。19日、使節として上洛し京畿の御家人に将軍への忠誠を誓わせる。

四目結

建仁4年（1204年）1月21日、延暦寺の僧の事で朝廷に召される。4月13日、正五位下に叙される。
元久2年（1205年）閏7月26日、牧氏事件で京に在る平賀朝雅を討つ。この功で後鳥羽天皇より寄せかけの紋を賜り、家紋を四目結とした。
建暦2年（1212年）3月20日、在京奉行の功により一村の地頭職を拝領する。
建暦3年（1213年）5月3日、和田合戦に敗れ西海へ落ち延びる和田義盛一族を討ち取るべき旨、北条義時より書状を送られる。京では北条義時父子と大江広元の死が風聞しており、15日、戦場を見た飛脚を伴って参院し状況を報ずる。更に鎌倉への下向を考えるが、3日の書状が届いた事により、京に留まり院の守りを続けた。
建保4年（1216年）4月28日、一条河原において東寺の盗賊ら五十余人を検非違使より渡される。盗賊らは鎌倉に送り、後に陸奥国に流された。
建保6年（1218年）9月21日、延暦寺の僧らが京で強訴し、勅定により宮門でそれを防ぐ。10月19日、仲恭天皇の降誕と源実朝の右大臣任官を飛脚で鎌倉に知らせる。
承久3年（1221年）5月15日、承久の乱が始まる。広綱は西面武士として官軍に属し、京極高辻の館に住む伊賀光季らを滅ぼし、その館を賜る。館は後に京極氏の家名となる。同日、北条義時追討の宣旨が発せられた。
5月22日、鎌倉方は北条泰時を大将とした軍を発し、弟の佐々木信綱はそれに属した。
6月3日卯の刻、関東方を迎え討つべく京を発する。4日、尾張国尾張川に至り、大手の将軍として藤原秀康、小野盛綱、三浦胤義らと共に一万余騎を率い摩免戸を守る。5日、鎌倉方と戦うが、官軍は他と合わせて二万余で敵の半数にも満たず、敗れ帰洛する。12日、軍を率い宇治を守る。14日、宇治川の戦いで敗れ逃れる。7月2日、捕らえられていた広綱は梟首された。
嫡男継綱は6月14日に戦死し、次男為綱と三男親綱の行方は判らない。四男の勢多伽丸は7月11日に捕らえられ、11歳（※承久記によると14歳）とまだ幼い事から助命されるが、弟の信綱に身柄を奪われ斬首された。佐々木氏は後に信綱が継ぐ事となる。

## 年表
- 年月日は出典が用いる暦であり、西暦は元日をそれに変更している。

| 和暦    | 西暦   | 月日      | 内容                 | 出典                     |
| ------- | ------ | --------- | -------------------- | ------------------------ |
| 建久2年 | 1191年 | 5月8日    | 隠岐国に流される     | 吾妻鏡                   |
| 建久4年 | 1193年 | 3月12日   | 赦免                 | 吾妻鏡                   |
| 正治2年 | 1200年 | 2月20日   | 梶原景時の郎従を追捕 | 吾妻鏡                   |
| 建仁3年 | 1203年 | 10月8日   | 源実朝の元服に参列   | 吾妻鏡                   |
| 建仁4年 | 1204年 | 4月13日   | 正五位下             | 明月記                   |
| 元久2年 | 1205年 | 閏7月26日 | 牧氏事件             | 吾妻鏡、明月記、西讃府史 |
| 建暦3年 | 1213年 | 5月       | 和田合戦             | 明月記、吾妻鏡           |
| 承久3年 | 1221年 | 5月       | 承久の乱             | 承久記、吾妻鏡、西讃府史 |
| 承久3年 | 1221年 | 7月2日    | 梟首                 | 吾妻鏡                   |